# Campionato europeo femminile di pallavolo 1995
Il campionato europeo femminile di pallavolo 1995 si è svolto dal 23 settembre al 1º ottobre 1995 a Arnhem e Groninga, nei Paesi Bassi: al torneo hanno partecipato dodici squadre nazionali europee e la vittoria finale è andata per la prima volta ai Paesi Bassi.

## Qualificazioni
Al torneo hanno partecipato: la nazionale del paese organizzatore, le prime sette nazionali classificate al campionato europeo 1993 (in questo caso si è qualificata l'ottava classificata in quanto i Paesi Bassi, settimi nella precedente edizione, è già qualificata come paese organizzatore) e quattro nazionali qualificate tramite il torneo di qualificazione.

## Regolamento

### Formula
Le squadre hanno disputato una prima fase a gironi con formula del girone all'italiana; al termine della prima fase:
- Le prime due classificate di ogni girone hanno acceduto alla fase finale per il primo posto, strutturata in semifinali, finale per il terzo posto e finale.
- La terza e la quarta classificata di ogni girone hanno acceduto alla fase finale per il quinto posto, strutturata in semifinali, finale per il terzo settimo posto e finale per il quinto posto.

### Criteri di classifica
Sono stati assegnati 2 punti alla squadra vincente e 1 a quella sconfitta.
L'ordine del posizionamento in classifica è stato definito in base a:
- Punti;
- Ratio dei set vinti/persi;
- Ratio dei punti realizzati/subiti;
- Risultati degli scontri diretti.

## Squadre partecipanti
| Squadra     | Qualificazione                            | Ultima partecipazione |
| ----------- | ----------------------------------------- | --------------------- |
| Bielorussia | 8ª al campionato europeo 1993             | Repubblica Ceca 1993  |
| Bulgaria    | 1ª al torneo di qualificazione (girone A) | Repubblica Ceca 1993  |
| Croazia     | 6ª al campionato europeo 1993             | Repubblica Ceca 1993  |
| Germania    | 5ª al campionato europeo 1993             | Repubblica Ceca 1993  |
| Italia      | 4ª al campionato europeo 1993             | Repubblica Ceca 1993  |
| Lettonia    | 1ª al torneo di qualificazione (girone B) | Repubblica Ceca 1993  |
| Paesi Bassi | Paese organizzatore                       | Repubblica Ceca 1993  |
| Polonia     | 1ª al torneo di qualificazione (girone D) | Italia 1991           |
| Rep. Ceca   | 2ª al campionato europeo 1993             | Debutto               |
| Russia      | 1ª al campionato europeo 1993             | Repubblica Ceca 1993  |
| Turchia     | 1ª al torneo di qualificazione (girone C) | Germania Ovest 1989   |
| Ucraina     | 3ª al campionato europeo 1993             | Repubblica Ceca 1993  |

## Torneo

### Fase a gironi
| Girone A    | Girone B    |
| ----------- | ----------- |
| Bielorussia | Bulgaria    |
| Germania    | Croazia     |
| Lettonia    | Italia      |
| Polonia     | Paesi Bassi |
| Russia      | Rep. Ceca   |
| Ucraina     | Turchia     |

#### Girone A

##### Risultati
| 23 settembre 1995 ?, Groninga Durata: ? - Spettatori: ? | Germania    | 3 - 1 | Ucraina     | 15-6, 14-16, 15-8, 15-10         |
| 23 settembre 1995 ?, Groninga Durata: ? - Spettatori: ? | Bielorussia | 3 - 1 | Polonia     | 15-6, 15-8, 12-15, 15-12         |
| 23 settembre 1995 ?, Groninga Durata: ? - Spettatori: ? | Russia      | 3 - 0 | Lettonia    | 15-5, 15-4, 15-1                 |
| 24 settembre 1995 ?, Groninga Durata: ? - Spettatori: ? | Germania    | 3 - 1 | Belgio      | 12-15, 15-11, 15-6, 15-4         |
| 24 settembre 1995 ?, Groninga Durata: ? - Spettatori: ? | Ucraina     | 3 - 1 | Lettonia    | 15-9, 15-3, 14-16, 15-5          |
| 24 settembre 1995 ?, Groninga Durata: ? - Spettatori: ? | Polonia     | 0 - 3 | Russia      | 12-15, 7-15, 10-15               |
| 25 settembre 1995 ?, Groninga Durata: ? - Spettatori: ? | Bielorussia | 1 - 3 | Ucraina     | 8-15, 15-6, 9-15, 6-15           |
| 25 settembre 1995 ?, Groninga Durata: ? - Spettatori: ? | Russia      | 3 - 0 | Germania    | 15-5, 15-4, 15-5                 |
| 25 settembre 1995 ?, Groninga Durata: ? - Spettatori: ? | Lettonia    | 1 - 3 | Polonia     | 8-15, 9-15, 15-4, 14-16          |
| 27 settembre 1995 ?, Groninga Durata: ? - Spettatori: ? | Bielorussia | 0 - 3 | Russia      | 12-15, 7-15, 12-15               |
| 27 settembre 1995 ?, Groninga Durata: ? - Spettatori: ? | Germania    | 3 - 0 | Lettonia    | 15-9, 15-1, 15-2                 |
| 27 settembre 1995 ?, Groninga Durata: ? - Spettatori: ? | Ucraina     | 3 - 2 | Polonia     | 15-10, 11-15, 12-15, 15-12, 15-8 |
| 28 settembre 1995 ?, Groninga Durata: ? - Spettatori: ? | Lettonia    | 0 - 3 | Bielorussia | 5-15, 13-15, 6-15                |
| 28 settembre 1995 ?, Groninga Durata: ? - Spettatori: ? | Polonia     | 1 - 3 | Germania    | 13-15, 7-15, 15-8, 12-15         |
| 28 settembre 1995 ?, Groninga Durata: ? - Spettatori: ? | Russia      | 3 - 0 | Ucraina     | 17-15, 15-12, 15-10              |

##### Classifica
| Pos. | Squadra     | Pt | G | V | P | SV | SP | Ratio | PF  | PS  | Ratio |
| ---- | ----------- | -- | - | - | - | -- | -- | ----- | --- | --- | ----- |
| 1.   | Russia      | 10 | 5 | 5 | 0 | 15 | 0  | MAX   | 227 | 121 | 1,876 |
| 2.   | Germania    | 9  | 5 | 4 | 1 | 12 | 6  | 2,000 | 228 | 180 | 1,266 |
| 3.   | Ucraina     | 8  | 5 | 3 | 2 | 10 | 10 | 1,000 | 255 | 237 | 1,075 |
| 4.   | Bielorussia | 7  | 5 | 2 | 3 | 8  | 10 | 0,800 | 207 | 218 | 0,949 |
| 5.   | Polonia     | 6  | 5 | 1 | 4 | 7  | 13 | 0,538 | 227 | 263 | 0,863 |
| 6.   | Lettonia    | 5  | 5 | 0 | 5 | 2  | 15 | 0,133 | 119 | 244 | 0,487 |

      Qualificata alle semifinali per il primo posto.
      Qualificata alle semifinali per il quinto posto.

#### Girone B

##### Risultati
| 23 settembre 1995 ?, Arnhem Durata: ? - Spettatori: ? | Paesi Bassi | 3 - 1 | Bulgaria    | 15-9, 15-9, 8-15, 15-10           |
| 23 settembre 1995 ?, Arnhem Durata: ? - Spettatori: ? | Italia      | 3 - 1 | Rep. Ceca   | 9-15, 15-8, 17-15, 15-6           |
| 23 settembre 1995 ?, Arnhem Durata: ? - Spettatori: ? | Turchia     | 0 - 3 | Croazia     | 10-15, 6-15, 10-15                |
| 24 settembre 1995 ?, Arnhem Durata: ? - Spettatori: ? | Paesi Bassi | 3 - 0 | Italia      | 15-10, 15-3, 15-5                 |
| 24 settembre 1995 ?, Arnhem Durata: ? - Spettatori: ? | Bulgaria    | 1 - 3 | Croazia     | 9-15, 8-15, 15-12, 11-15          |
| 24 settembre 1995 ?, Arnhem Durata: ? - Spettatori: ? | Rep. Ceca   | 3 - 2 | Turchia     | 15-7, 9-15, 11-15, 15-2, 21-19    |
| 25 settembre 1995 ?, Arnhem Durata: ? - Spettatori: ? | Italia      | 1 - 3 | Bulgaria    | 6-15, 4-15, 15-15, 12-15          |
| 25 settembre 1995 ?, Arnhem Durata: ? - Spettatori: ? | Croazia     | 3 - 0 | Rep. Ceca   | 15-11, 15-5, 15-10                |
| 25 settembre 1995 ?, Arnhem Durata: ? - Spettatori: ? | Turchia     | 0 - 3 | Paesi Bassi | 11-15, 7-15, 12-15                |
| 27 settembre 1995 ?, Arnhem Durata: ? - Spettatori: ? | Bulgaria    | 3 - 0 | Rep. Ceca   | 15-13, 15-3, 15-4                 |
| 27 settembre 1995 ?, Arnhem Durata: ? - Spettatori: ? | Italia      | 3 - 0 | Turchia     | 15-10, 15-12, 15-7                |
| 27 settembre 1995 ?, Arnhem Durata: ? - Spettatori: ? | Paesi Bassi | 2 - 3 | Croazia     | 15-12, 11-15, 11-15, 15-12, 11-15 |
| 28 settembre 1995 ?, Arnhem Durata: ? - Spettatori: ? | Turchia     | 0 - 3 | Bulgaria    | 13-15, 10-15, 3-15                |
| 28 settembre 1995 ?, Arnhem Durata: ? - Spettatori: ? | Croazia     | 3 - 1 | Italia      | 15-6, 12-15, 15-8, 15-7           |
| 28 settembre 1995 ?, Arnhem Durata: ? - Spettatori: ? | Rep. Ceca   | 0 - 3 | Paesi Bassi | 7-15, 4-15, 13-15                 |

##### Classifica
| Pos. | Squadra     | Pt | G | V | P | SV | SP | Ratio | PF  | PS  | Ratio |
| ---- | ----------- | -- | - | - | - | -- | -- | ----- | --- | --- | ----- |
| 1.   | Croazia     | 10 | 5 | 5 | 0 | 15 | 4  | 3,750 | 273 | 194 | 1,407 |
| 2.   | Paesi Bassi | 9  | 5 | 4 | 1 | 14 | 4  | 3,500 | 251 | 194 | 1,293 |
| 3.   | Bulgaria    | 8  | 5 | 3 | 2 | 11 | 7  | 1,571 | 232 | 183 | 1,267 |
| 4.   | Italia      | 7  | 5 | 2 | 3 | 8  | 10 | 0,800 | 192 | 231 | 0,831 |
| 5.   | Rep. Ceca   | 6  | 5 | 1 | 4 | 4  | 14 | 0,285 | 185 | 249 | 0,743 |
| 6.   | Turchia     | 5  | 5 | 0 | 5 | 2  | 15 | 0,133 | 169 | 251 | 0,673 |

      Qualificata alle semifinali per il primo posto.
      Qualificata alle semifinali per il quinto posto.

### Fase finale

#### Finali 1º e 3º posto
|  | Semifinali | Semifinali  | Semifinali |                 |    | Finale      | Finale   | Finale |
|  |            |             |            |                 |    |             |          |        |
|  | 1A         | Russia      | 1          |                 |    |             |          |        |
|  | 1A         | Russia      | 1          |                 |    |             |          |        |
|  | 2B         | Paesi Bassi | 3          |                 |    |             |          |        |
|  | 2B         | Paesi Bassi | 3          |                 | 2B | Paesi Bassi | 3        |        |
|  |            |             |            |                 | 2B | Paesi Bassi | 3        |        |
|  |            |             |            |                 |    | 1B          | Croazia  | 0      |
|  | 2A         | Germania    | 0          |                 |    | 1B          | Croazia  | 0      |
|  | 2A         | Germania    | 0          |                 |    |             |          |        |
|  | 1B         | Croazia     | 3          |                 |    |             |          |        |
|  | 1B         | Croazia     | 3          | Finale 3° posto |    |             |          |        |
|  |            |             |            |                 |    |             |          |        |
|  |            |             |            |                 |    | 1A          | Russia   | 3      |
|  |            |             |            |                 |    | 1A          | Russia   | 3      |
|  |            |             |            |                 |    | 2A          | Germania | 0      |

##### Semifinali
| 30 settembre 1995 ?, Arnhem Durata: ? - Spettatori: ? | Russia   | 1 - 3 | Paesi Bassi | 7-15, 7-15, 15-12, 7-15 |
| 30 settembre 1995 ?, Arnhem Durata: ? - Spettatori: ? | Germania | 0 - 3 | Croazia     | 7-15, 3-15, 2-15        |

##### Finale 3º posto
| 1º ottobre 1995 ?, Arnhem Durata: ? - Spettatori: ? | Russia | 3 - 0 | Germania | 15-6, 15-2, 15-10 |

##### Finale
| 1º ottobre 1995 ?, Arnhem Durata: ? - Spettatori: ? | Paesi Bassi | 3 - 0 | Croazia | 15-7, 15-13, 15-2 |

#### Finali 5º e 7º posto
|  | Semifinali | Semifinali  | Semifinali |                 |    | Finale 5º posto | Finale 5º posto | Finale 5º posto |
|  |            |             |            |                 |    |                 |                 |                 |
|  | 4A         | Bielorussia | 1          |                 |    |                 |                 |                 |
|  | 4A         | Bielorussia | 1          |                 |    |                 |                 |                 |
|  | 3B         | Bulgaria    | 3          |                 |    |                 |                 |                 |
|  | 3B         | Bulgaria    | 3          |                 | 3B | Bulgaria        | 3               |                 |
|  |            |             |            |                 | 3B | Bulgaria        | 3               |                 |
|  |            |             |            |                 |    | 4B              | Italia          | 2               |
|  | 3A         | Ucraina     | 0          |                 |    | 4B              | Italia          | 2               |
|  | 3A         | Ucraina     | 0          |                 |    |                 |                 |                 |
|  | 4B         | Italia      | 3          |                 |    |                 |                 |                 |
|  | 4B         | Italia      | 3          | Finale 7º posto |    |                 |                 |                 |
|  |            |             |            |                 |    |                 |                 |                 |
|  |            |             |            |                 |    | 3A              | Ucraina         | 3               |
|  |            |             |            |                 |    | 3A              | Ucraina         | 3               |
|  |            |             |            |                 |    | 4A              | Bielorussia     | 0               |

##### Semifinali
| 30 settembre 1995 ?, Arnhem Durata: ? - Spettatori: ? | Ucraina     | 1 - 3 | Italia   | 9-15, 15-8, 8-15, 13-15 |
| 30 settembre 1995 ?, Arnhem Durata: ? - Spettatori: ? | Bielorussia | 0 - 3 | Bulgaria | 11-15, 7-15, 13-15      |

##### Finale 7º posto
| 1º ottobre 1995 ?, Arnhem Durata: ? - Spettatori: ? | Ucraina | 3 - 0 | Bielorussia | 16-14, 15-10, 15-8 |

##### Finale 5º posto
| 1º ottobre 1995 ?, Arnhem Durata: ? - Spettatori: ? | Bulgaria | 3 - 2 | Italia | 10-15, 15-9, 15-5, 4-15, 15-8 |

## Classifica finale
| Pos     | Squadra     | Rosa |
| ------- | ----------- | --- |
| Oro     | Paesi Bassi | Formazione: Boersma, Brinkman, de Jong, Elshof, Fledderus, Fleurke, Groenland, Leenstra, Leferink, Machovcak, Visser, Weersing, CT: Goedkoop |
| Argento | Croazia     | |
| Bronzo  | Russia      | |
| 4       | Germania    | |
| 5       | Bulgaria    | |
| 6       | Italia      | |
| 7       | Ucraina     | |
| 8       | Bielorussia | |
| 9       | Polonia     | |
| 10      | Rep. Ceca   | |
| 11      | Lettonia    | |
| 12      | Turchia     | |

|  |  | Qualificata alla Coppa del Mondo 1995 e al campionato europeo 1997. |

|  |  | Qualificata al campionato europeo 1997. |